# Thornbury (South Gloucestershire)
Thornbury is een civil parish in het bestuurlijke gebied South Gloucestershire, in het Engelse graafschap Gloucestershire. De plaats telt 12.063 inwoners.

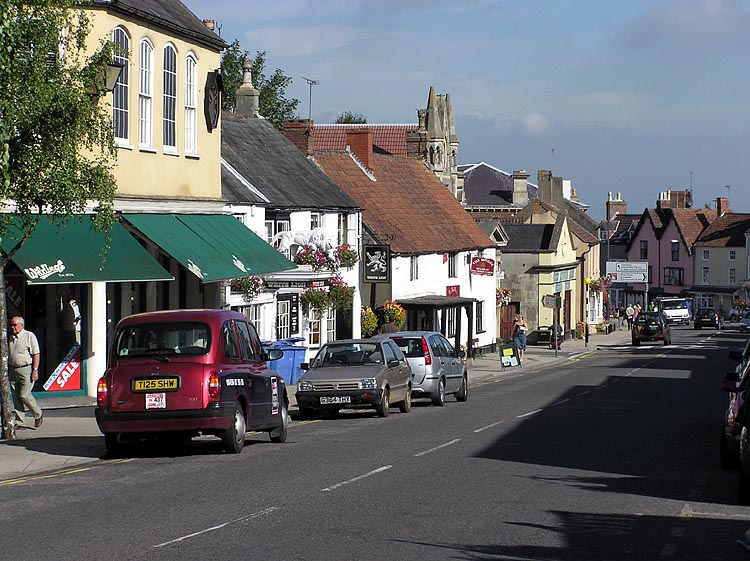
Hoofdstraat van Thornbury
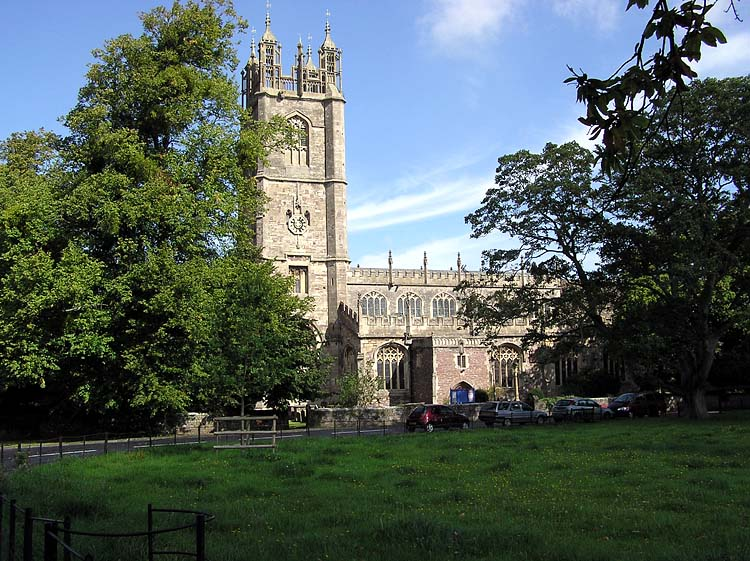
Kerk van St Mary